# NGC 2219
NGC 2219 est un amas ouvert, situé dans la constellation de la Licorne. Il a été découvert par l'astronome britannique John Herschel en 1830.